# 早山洪二郎
早山 洪二郎（はやま こうじろう、1903年〈明治36年〉5月14日 - 1990年〈平成2年〉6月16日）は、日本の実業家。昭和石油第3代社長。

## 略歴
新潟県新潟市寄居町（現 新潟市中央区寄居町）の石油精製業・早山与三郎の長男として出生、新潟県新潟市白山浦2丁目（現 新潟市中央区白山浦2丁目）に転居。
1920年（大正9年）3月に新潟中学校を4年で修了（四修）、1923年（大正12年）3月に新潟高等学校を卒業、1926年（大正15年）3月に東京帝国大学経済学部経済学科を卒業。
父の早山与三郎が新潟市関屋大川前で営む早山製油所で石油精製業に従事、日米礦油新潟製油工場や早山製油所川崎工場を経て、1932年（昭和7年）6月に日米礦油取締役に就任、1933年（昭和8年）2月から不二商事監査役を兼任。
1935年（昭和10年）5月に早山石油の設立とともに常務取締役に就任、1939年（昭和14年）7月に早山石油を退社し東亜燃料工業の設立とともに総務部長に就任、1941年（昭和16年）7月に日米礦油常務取締役に就任、1942年（昭和17年）3月に父の早山与三郎が死去したため日米礦油を退社し早山石油に復帰して取締役に就任。
1942年（昭和17年）8月に早山石油、新津石油、旭石油の3社が合併して設立された昭和石油の取締役に就任、1946年（昭和21年）5月に常務取締役に就任、1950年（昭和25年）7月に専務取締役に就任、1952年（昭和27年）5月に副社長に就任、1953年（昭和28年）5月に昭和石油第3代取締役社長に就任、6月に経済団体連合会理事に就任。
1954年（昭和29年）4月から帝国石油監査役を兼任、1957年（昭和32年）11月に設立された昭和四日市石油の取締役社長を兼任、12月から日本合成ゴム取締役を兼任、1958年（昭和33年）2月から三菱油化取締役を兼任。
1964年（昭和39年）11月に昭和石油取締役社長を辞任、1965年（昭和40年）1月に相談役に就任、2月に昭和四日市石油取締役社長を退任して平取締役、常勤監査役、顧問を歴任、関東礦油会長を兼任。
1990年（平成2年）6月16日午後11時17分に東京都千代田区富士見の東京逓信病院で心不全のため死去、87歳没。通夜は東京都中央区築地の築地本願寺で、葬儀・告別式は東京都港区南青山の青山葬儀所で執り行われた。

## 栄典
- 1959年（昭和34年）10月28日 - 藍綬褒章「早くから石油精製業に従事し常に研究怠らず技術の向上企業の合理化に努めてよく斯業の発展に寄与」[21]

## 友人
- 酒井喜四 - 商工官僚、実業家、元帝国石油総裁・社長[22]。

## 家族・親戚
- 早山与三郎 - 父、実業家、早山石油創業者・初代社長[23]。
- 森源三 - 義兄の大伯父（姉の夫の父の母の兄）、札幌農学校第2代校長。
- 今北策之助 - 岳父、大蔵官僚、元大蔵省専売局長官、元日本銀行監事[24]。
- 今北洪川 - 岳父の大叔父（今北策之助の祖父の弟）、禅僧、鎌倉円覚寺初代管長。